# Oncopodura alpa
Oncopodura alpa är en urinsektsart som beskrevs av Christiansen och Bellinger 1980. Oncopodura alpa ingår i släktet Oncopodura och familjen Oncopoduridae. Inga underarter finns listade i Catalogue of Life.